# Ophiocrossota
Ophiocrossota is een geslacht van slangsterren uit de familie Ophiuridae.

## Soorten
- Ophiocrossota baconi Blake & Allison, 1970 †
- Ophiocrossota kollembergorum Caviglia, Martínez & del Río, 2007 †
- Ophiocrossota multispina (Ljungman, 1867)
- Ophiocrossota oweni Blake, 1975 †